# Brandon Ingram
 Brandon Xavier Ingram (Kinston, Észak-Karolina, 1997. szeptember 2.) amerikai profi kosárlabdázó, aki a National Basketball Association-ben (NBA) szereplő Toronto Raptors csapatában játszik. A Los Angeles Lakers választotta ki a 2016-os NBA-drafton a második helyen, és első évében beválasztották az NBA második újonc csapatába . 2019-ben elcserélték a New Orleans Pelicanshez, ahol 2020-ban először került be NBA All-Star csapatba, és ugyanebben a szezonban, a Pelicansnél töltött első szezonjában az NBA legtöbbet fejlődött játékosának járó díjat is megkapta.
Ingram sikeres középiskolai karriert tudhat magáénak Észak-Karolinában, ahol négy év alatt minden alkalommal állami bajnoki címet nyert, és Észak-Karolina Mr. Basketballjának választották. Egy szezont játszott egyeteme a Duke Blue Devils csapatában, ahol az Atlantic Coast Conference (ACC) év újoncának választották. A szezon után Ingram úgy döntött, hogy lemond fennmaradó egyetemi jogosultságáról, és jelentkezett az NBA draftRa. Három szezont játszott a Lakers csapatában, mielőtt 2019-ben elcserélték New Orleansba az All-Star Anthony Davisért cserébe.

## Statisztika

### NBA

#### Alapszakasz
| Év        | Csapat               | JM  | KM  | JP/M | MG%  | 3P%  | BD%  | LP/M | GP/M | L/M | B/M | P/M  |
| --------- | -------------------- | --- | --- | ---- | ---- | ---- | ---- | ---- | ---- | --- | --- | ---- |
| 2016–2017 | Los Angeles Lakers   | 79  | 40  | 28,9 | .402 | .294 | .621 | 4,0  | 2,1  | 0,6 | 0,4 | 9,4  |
| 2017–2018 | Los Angeles Lakers   | 59  | 59  | 33,5 | .470 | .390 | .681 | 5,3  | 3,9  | 0,8 | 0,7 | 16,1 |
| 2018–2019 | Los Angeles Lakers   | 52  | 52  | 33,9 | .497 | .330 | .675 | 5,1  | 3,0  | 0,5 | 0,6 | 18,3 |
| 2019–2020 | New Orleans Pelicans | 62  | 62  | 33,9 | .463 | .391 | .851 | 6,1  | 4,2  | 1,0 | 0,6 | 23,8 |
| 2020–2021 | New Orleans Pelicans | 61  | 61  | 34,3 | .466 | .381 | .878 | 4,9  | 4,9  | 0,7 | 0,6 | 23,8 |
| 2021–2022 | New Orleans Pelicans | 55  | 55  | 34,0 | .461 | .327 | .826 | 5,8  | 5,6  | 0,6 | 0,5 | 22,7 |
| 2022–2023 | New Orleans Pelicans | 45  | 45  | 34,2 | .484 | .390 | .882 | 5,5  | 5,8  | 0,7 | 0,4 | 24,7 |
| 2023–2024 | New Orleans Pelicans | 64  | 64  | 32,9 | .492 | .355 | .801 | 5,1  | 5,7  | 0,8 | 0,6 | 20,8 |
| 2024–2025 | New Orleans Pelicans | 18  | 18  | 33,1 | .465 | .374 | .855 | 5,6  | 5,2  | 0,9 | 0,6 | 22,2 |
| Karrier   | Karrier              | 495 | 456 | 33,0 | .468 | .363 | .788 | 5,2  | 4,3  | 0,7 | 0,6 | 19,5 |
| All Star  | All Star             | 1   | 0   | 8,6  | .250 | .000 | —    | 1,0  | 1,0  | 1,0 | 0,0 | 2,0  |

#### Rájátszás
| Év      | Csapat               | JM | KM | JP/M | MG%  | 3P%  | BD%  | LP/M | GP/M | L/M | B/M | P/M  |
| ------- | -------------------- | -- | -- | ---- | ---- | ---- | ---- | ---- | ---- | --- | --- | ---- |
| 2022    | New Orleans Pelicans | 6  | 6  | 39,3 | .475 | .407 | .830 | 6,2  | 6,2  | 0,7 | 0,3 | 27,0 |
| 2024    | New Orleans Pelicans | 4  | 4  | 36,4 | .345 | .250 | .895 | 4,5  | 3,3  | 1,0 | 1,3 | 14,3 |
| Karrier | Karrier              | 10 | 10 | 38,1 | .434 | .371 | .848 | 5,5  | 5,0  | 0,8 | 0,7 | 21,9 |

### Egyetem
| Év        | Csapat           | JM | KM | JP/M | MG%  | 3P%  | BD%  | LP/M | GP/M | L/M | B/M | P/M  |
| --------- | ---------------- | -- | -- | ---- | ---- | ---- | ---- | ---- | ---- | --- | --- | ---- |
| 2015–2016 | Duke Blue Devils | 36 | 33 | 34,6 | .442 | .410 | .682 | 6,8  | 2,0  | 1,1 | 1,4 | 17,3 |